# 谷あい
谷 あい（たに あい、1976年3月9日 - ）は、日本の元モデル、タレントである。

## 人物
1976年（昭和51年）、仙台市生まれ。宮城県泉高等学校卒業。
1992年（平成4年）、第6回『全日本国民的美少女コンテスト』においてモデル部門賞を受賞し（同時受賞に佐藤藍子、米倉涼子、鈴木紗理奈）芸能界入りした。その後はキャンペーンガールを歴任し、1996年（平成8年）には『東レキャンペーンガール』、1997年（平成9年）には『キリンビールキャンペーンガール』に選出されている。また、女優として映画 『CUTE』（監督・下山天）に出演したほか、写真集 『CAT WALK』も発売した。
さらに、テレビのバラエティ番組『あいのり』（フジテレビ）にも出演したが、同番組では目立った活躍はしなかった。
女児出産を機に芸能界から引退し、故郷である仙台市に戻った。その後はアパレル会社勤務を経て、結婚している。
所属事務所の変遷
オスカープロモーション（美少女コンテスト選出時） → アイル → ヒロ・エンターテインメント（現：ハーキュリーズ）

## 出演

### テレビ
- MODEL FACTORY（テレビ東京）
- 板橋マダムス（1998年、フジテレビ）- なおこ先生 役

### CM
- エルセーヌ
- 花王「バブ」